# حلاقيم (السوادية)

تعديل مصدري - تعديل

حلاقيم هي إحدى قرى عزلة الطاهرية بمديرية السوادية التابعة لمحافظة البيضاء، بلغ تعداد سكانها 67 نسمة حسب تعداد اليمن لعام 2004.